# Yorktown (Virgínia)
Yorktown és una concentració de població designada pel cens dels Estats Units a l'estat de Virgínia. Segons el cens del 2007 tenia 220 habitants.
L'any 1931 s'hi va celebrar l'exposició universal Yorktown Sesquicentennial.

## Demografia
Segons el cens del 2000, Yorktown tenia 203 habitants, 117 habitatges, i 45 famílies. La densitat de població era de 122,5 habitants per km².
Dels 117 habitatges en un 8,5% hi vivien nens de menys de 18 anys, en un 32,5% hi vivien parelles casades, en un 6,8% dones solteres, i en un 60,7% no eren unitats familiars. En el 53,8% dels habitatges hi vivien persones soles el 16,2% de les quals corresponia a persones de 65 anys o més que vivien soles. El nombre mitjà de persones vivint en cada habitatge era d'1,74 i el nombre mitjà de persones que vivien en cada família era de 2,63.
Per edats la població es repartia de la següent manera: un 9,4% tenia menys de 18 anys, un 6,4% entre 18 i 24, un 28,6% entre 25 i 44, un 32,5% de 45 a 60 i un 23,2% 65 anys o més.
L'edat mediana era de 48 anys. Per cada 100 dones de 18 o més anys hi havia 85,9 homes.
La renda mediana per habitatge era de 30.804$ i la renda mediana per família de 74.000$. Els homes tenien una renda mediana de 26.964$ mentre que les dones 16.923$. La renda per capita de la població era de 24.748$. Cap de les famílies estaven per davall del llindar de pobresa.

## Poblacions més properes
El següent diagrama mostra les poblacions més properes.